# Labour Party (Verenigd Koninkrijk)
De Labour Party (Arbeiderspartij, Welsh: Y Blaid Lafur) is een centrumlinkse partij in het Verenigd Koninkrijk die zichzelf sociaaldemocratisch noemt. Zij is een van de drie belangrijkste Britse politieke partijen. De sociaaldemocratische ideeën binnen Labour hebben zich zelfstandig ontwikkeld, afzonderlijk van verwante partijen in (West-)Europa. Na de verkiezingen van 2024 is Labour de grootste partij in het Lagerhuis en levert ze met Keir Starmer de premier van het Verenigd Koninkrijk.

## Structuur
Labour bestaat uit lokale partijen die een samenwerkingsverband op nationaal niveau hebben (in het Verenigd Koninkrijk noemt men dat 'Constituency Labour Parties'). Verder bestaat Labour uit socialistische verenigingen (socialist societies) en aangesloten vakverenigingen (affiliated trade unions). De bekendste socialistische verenigingen binnen de Labour Party zijn: de Christian Socialist Movement, de Fabian Society en de Independent Labour Party.

## Geschiedenis

### Oprichting en eerste regering
Labour is opgericht op 27 februari 1900 in de Memorial Hall te Londen tijdens een arbeidersprotest. In eerste instantie was Labour bedoeld als de politieke arm van de vakverenigingen. De eerste leider was James Keir Hardie. Op 15 februari 1906 veranderden de afgevaardigden in het Lagerhuis de naam in "Parliamentary Labour Party". In de eerste jaren diende Labour meer als een protestpartij, en tot 1918 was de partij een conglomeraat van samenwerkende organisaties. Van harmonie tussen de verschillende socialistische verenigingen en vakbonden die de Labour Party vormden, was in de eerste jaren geen sprake. Ook de verschillende kijk op het socialisme van de socialistische verenigingen (theoretisch), vakbonden (praktisch) en individuele Labour-leden droegen niet bij aan de eenheid.
De Britse politiek was aan het einde van de 19e en het begin van de 20e eeuw verdeeld tussen de intelligentsia, vertegenwoordigd door de Conservative Party, en de afgescheidenen van de Engelse Staatskerk die zich rond het "Welsh Methodism" schaarden (dat werd vormgegeven door de Liberal Party). De Liberal Party werd later opgesplitst, waardoor veel kiezers naar Labour overliepen.
Labour vormde zijn eerste (minderheids)regering in 1924, met steun van de liberalen. De premier was Ramsay MacDonald. Negen maanden later kwamen de Conservatieven echter weer aan de macht.

### De scheuring onder MacDonald
Na de verkiezingen van mei 1929 werd Labour de grootste partij in het Lagerhuis. MacDonald vormde een tweede regering met steun van de liberalen, maar doordat zij geen meerderheid in het Lagerhuis hadden konden zij niet hun (volledige) programma uitdragen/uitvoeren.
De crisis van 1931 leidde tot een scheuring in de partij. MacDonald en een aantal ministers vormden een alliantie met de conservatieven als "National Government". Het grootste gedeelte van de partij ging in de oppositie onder leiding van George Lansbury en vanaf 1935 Clement Attlee. De ILP onder leiding van James Maxton scheidde zich af in 1932 en nam daarmee een groot gedeelte van de linkse achterban met zich mee.
Terwijl de "National Government" van MacDonald wegslonk tot een klein partijtje, won Labour het grootste gedeelte van zijn electoraat terug. Vervolgens nam de partij deel aan het oorlogskabinet van Winston Churchill.

### 1945-1979
In juli 1945 won Labour de verkiezingen met 48% van de stemmen en een meerderheid van 146 zetels in het Lagerhuis, de grootste overwinning tot dan toe. Labour vormde een regering onder Clement Attlee, een van de radicaalste die het Verenigd Koninkrijk tot dan toe had gehad. De oprichting van de uit belastinggeld betaalde National Health Service is een van haar grootste daden. Attlees regering raakte echter verdeeld, onder meer over het budget voor defensie. In 1951 verloren zij de macht aan de conservatieven.
In de jaren 50 en begin jaren 60 was de Labour-partij verdeeld tussen de gematigde voorstanders van modernisering onder leiding van Hugh Gaitskell en de socialistische (deels marxistische) stroming in de partij.
Hierdoor bleef de partij 13 jaar in de oppositie. Begin jaren 60 raakten de conservatieven verwikkeld in een reeks schandalen, waaronder de Profumo-affaire, waardoor hun populariteit beschadigd werd. Ook werden zij gezien als een partij die geen oog meer had voor het veranderen van het land. Bovendien stortte de economie in. Mede hierdoor kwam Labour tussen 1964 en 1979 weer aan de macht, met een onderbreking van 1970 tot 1974. De Labour-regering onder Harold Wilson in de jaren zestig voerde enkele belangrijke sociale hervormingen door, zoals de wetten over abortus, legalisering van homoseksualiteit en afschaffing van de doodstraf. In 1970 verloor Labour de verkiezingen, waarna de conservatief Edward Heath premier werd. In februari 1974 haalde noch de Conservatieve partij noch Labour een meerderheid, maar in oktober 1974 won Labour alsnog met een kleine meerderheid.
De jaren zeventig bleken een moeilijke tijd om te regeren. De economie zat in het slop, waardoor de Labour-regering genoodzaakt was om een lening te vragen bij de Wereldbank. Ook speelden er in de jaren zeventig vele industriële problemen en braken er veelvuldig stakingen uit. De nauwe banden die de regering (vanuit het verleden) had met de vakbonden kostten Labour uiteindelijk de macht.
In 1976 trad Wilson af als premier en partijleider. Hij werd opgevolgd door James Callaghan. Ook hij kreeg te maken met enorme stakingen. Zijn regering kwam ten val tijdens de "Winter of discontent", waarin massale stakingen het land plat legden. In 1979 werd Labour wederom verslagen door de conservatieven, die ditmaal geleid werden door Margaret Thatcher.

## Partijleiders
| Partijleider     | Partijleider                 | Termijn                             | Leeftijd | Regerings- functie(s) als leider | Overige functie(s)                                                          | Verkiezing(en) |
| ---------------- | ---------------------------- | ----------------------------------- | -------- | -------------------------------- | --------------------------------------------------------------------------- | -------------- |
| George Lansbury  | George Lansbury (1859–1940)  | 25 oktober 1932 – 10 oktober 1935   | 73–76    |                                  | Minister van Openbare Werken (1929–1931)                                    |                |
| Clement Attlee   | Clement Attlee (1883–1967)   | 10 oktober 1935 – 10 december 1955  | 52–72    | Premier (1945–1951)              | [ 1 ]                                                                       | 1935           |
| Clement Attlee   | Clement Attlee (1883–1967)   | 10 oktober 1935 – 10 december 1955  | 52–72    | Premier (1945–1951)              | [ 1 ]                                                                       | 1945           |
| Clement Attlee   | Clement Attlee (1883–1967)   | 10 oktober 1935 – 10 december 1955  | 52–72    | Premier (1945–1951)              | [ 1 ]                                                                       | 1950           |
| Clement Attlee   | Clement Attlee (1883–1967)   | 10 oktober 1935 – 10 december 1955  | 52–72    | Premier (1945–1951)              | [ 1 ]                                                                       | 1951           |
| Clement Attlee   | Clement Attlee (1883–1967)   | 10 oktober 1935 – 10 december 1955  | 52–72    | Premier (1945–1951)              | [ 1 ]                                                                       | 1955           |
| Herbert Morrison | Herbert Morrison (1888–1965) | 10 december 1955 – 15 december 1955 | 67       |                                  | [ 3 ]                                                                       |                |
| Hugh Gaitskell   | Hugh Gaitskell (1906–1963)   | 15 december 1955 – 18 januari 1963  | 49–56    |                                  | Minister van Financiën (1950–1951)                                          | 1959           |
| George Brown     | George Brown (1914–1985)     | 18 januari 1963 – 13 februari 1963  | 48       |                                  | [ 6 ]                                                                       |                |
| Harold Wilson    | Harold Wilson (1916–1995)    | 13 februari 1963 – 5 april 1976     | 46–60    | Premier (1964–1970, 1974–1976)   | President of the Board of Trade (1947–1951)                                 | 1964           |
| Harold Wilson    | Harold Wilson (1916–1995)    | 13 februari 1963 – 5 april 1976     | 46–60    | Premier (1964–1970, 1974–1976)   | President of the Board of Trade (1947–1951)                                 | 1966           |
| Harold Wilson    | Harold Wilson (1916–1995)    | 13 februari 1963 – 5 april 1976     | 46–60    | Premier (1964–1970, 1974–1976)   | President of the Board of Trade (1947–1951)                                 | 1970           |
| Harold Wilson    | Harold Wilson (1916–1995)    | 13 februari 1963 – 5 april 1976     | 46–60    | Premier (1964–1970, 1974–1976)   | President of the Board of Trade (1947–1951)                                 | 1974 (1)       |
| Harold Wilson    | Harold Wilson (1916–1995)    | 13 februari 1963 – 5 april 1976     | 46–60    | Premier (1964–1970, 1974–1976)   | President of the Board of Trade (1947–1951)                                 | 1974 (2)       |
| James Callaghan  | James Callaghan (1912–2005)  | 5 april 1976 – 10 november 1980     | 64–68    | Premier (1976–1979)              | [ 7 ]                                                                       | 1979           |
| Michael Foot     | Michael Foot (1913–2010)     | 10 november 1980 – 3 oktober 1983   | 67–70    |                                  | [ 8 ]                                                                       | 1983           |
| Neil Kinnock     | Neil Kinnock (1942)          | 3 oktober 1983 – 18 juli 1992       | 41–50    |                                  | [ 9 ]                                                                       | 1987           |
| Neil Kinnock     | Neil Kinnock (1942)          | 3 oktober 1983 – 18 juli 1992       | 41–50    | 1992                             | [ 9 ]                                                                       |                |
| John Smith       | John Smith (1938–1994)       | 18 juli 1992 – 12 mei 1994          | 53–55    |                                  | Minister van Handel (1978–1979) President of the Board of Trade (1978–1979) |                |
| Margaret Beckett | Margaret Beckett (1943)      | 12 mei 1994 – 21 juli 1994          | 51       |                                  | [ 11 ]                                                                      |                |
| Tony Blair       | Tony Blair (1953)            | 21 juli 1994 – 27 juni 2007         | 41–54    | Premier (1997–2007)              |                                                                             | 1997           |
| Tony Blair       | Tony Blair (1953)            | 21 juli 1994 – 27 juni 2007         | 41–54    | Premier (1997–2007)              | 2001                                                                        |                |
| Tony Blair       | Tony Blair (1953)            | 21 juli 1994 – 27 juni 2007         | 41–54    | Premier (1997–2007)              | 2005                                                                        |                |
| Gordon Brown     | Gordon Brown (1951)          | 27 juni 2007 – 11 mei 2010          | 56–59    | Premier (2007–2010)              | Minister van Financiën (1997–2010)                                          | 2010           |
| Harriet Harman   | Harriet Harman (1950)        | 11 mei 2010 – 25 september 2010     | 59–60    |                                  | [ 13 ]                                                                      |                |
| Ed Miliband      | Ed Miliband (1969)           | 25 september 2010 – 8 mei 2015      | 40–44    |                                  | [ 14 ]                                                                      | 2015           |
| Harriet Harman   | Harriet Harman (1950)        | 8 mei 2015 – 12 september 2015      | 64–65    |                                  | [ 13 ]                                                                      |                |
| Jeremy Corbyn    | Jeremy Corbyn (1949)         | 12 september 2015 – 4 april 2020    | 66–70    |                                  |                                                                             | 2017           |
| Jeremy Corbyn    | Jeremy Corbyn (1949)         | 12 september 2015 – 4 april 2020    | 66–70    | 2019                             |                                                                             |                |
| Keir Starmer     | Sir Keir Starmer (1962)      | 4 april 2020 – heden                | 57–      | Premier (2024–heden)             |                                                                             | 2024           |

### Labour in het Thatcher-tijdperk
Na de verkiezingsnederlaag van 1979 ontstond er binnen Labour weer rivaliteit tussen 'links' (geleid door Michael Foot en Tony Benn), en 'rechts' (geleid door Denis Healey). Dit leidde uiteindelijk tot een scheuring. Een gedeelte van de aanhang ging onder leiding van Roy Jenkins verder als de Social Democratic Party. De SDP vormde een alliantie met de liberalen. Deze alliantie is zeer populair geweest.
Doordat het rechtsere deel van de achterban grotendeels was weggelopen als gevolg van de scheuring, schoof Labour op naar links. Hierdoor, en door de populariteit van Thatcher (mede als gevolg van de gewonnen Falklandoorlog), leed Labour in 1983 een van haar grootste nederlagen ooit. Michael Foot werd nu vervangen door Neil Kinnock, die na de nederlaag in 1992 op zijn beurt vervangen werd door John Smith.

### New Labour
Na de dood van John Smith in 1994 werd Tony Blair de nieuwe leider van de Labour Party. De partij gebruikte voortaan de slogan New Labour en legde ook de koers meer naar het politieke midden. De populariteit van Blair steeg snel. Bovendien werd de conservatieve regering van John Major geteisterd door diverse schandalen. In 1997 boekte Labour een recordoverwinning. In vele districten werd voor het eerst een lid van Labour gekozen en diverse conservatieve kopstukken verloren hun zetel. Zijn eerste regering was populair en in 2001 wist hij zijn recordmeerderheid op een zetel na te behouden. Labour kreeg echter kritiek te verduren toen Tony Blair in maart 2003 besloot mee te doen aan de oorlog in Irak onder een multinationale troepenmacht, de zogenoemde Coalition of the Willing. Prominenten in de linkervleugel van de partij zoals Tony Benn en Jeremy Corbyn kwamen hier tegen in opstand. Desondanks won Labour in 2005 opnieuw, en zo kon Tony Blair drie keer premier worden van het Verenigd Koninkrijk, een unicum voor Labour.

### Na het Blairtijdperk
Sinds 24 juni respectievelijk 27 juni 2007 tot 11 mei 2010 was Gordon Brown partijleider van de Labour Party en premier van het Verenigd Koninkrijk. Hij verloor echter snel aan populariteit. Hij slaagde er niet in om het vertrouwen in hem te herstellen. Na de verloren parlementsverkiezingen van 2010 wist de Conservatieve partij echter geen meerderheid te behalen. Brown deed een poging om een regering te vormen met de Liberal Democrats, maar dit werd geweigerd. Daarna legde Brown zijn functie neer.
Op 25 september 2010 kozen de leden van de Labour Party Ed Miliband als nieuwe partijleider. Hij wist hierbij zijn broer David, die aanvankelijk de grootste kanshebber leek, te verslaan. Miliband miste echter de uitstraling om Labour weer populair te maken. Hoewel het in de peilingen spannend leek, verloor hij de verkiezingen van mei 2015. Dit kwam mede doordat Labour vrijwel alle zetels in Schotland verloor aan de SNP.

### Corbyn
Nadat Labour bij de Britse Lagerhuisverkiezingen 2015 fors verloren had (en de Conservatieven de absolute meerderheid behaalden) trad Miliband terug. Op 12 september van dat jaar kozen de leden massaal voor de radicaal-linkse Jeremy Corbyn (toen 66), nadrukkelijk tegen de wens van het gematigde partijkader in. Corbyn, die vooral onder arbeiders en jongeren populariteit geniet, geldt als een doorgewinterde socialist van de oude stempel. Hij is onder meer pacifist en hij wordt door sympathisanten gezien als een authentiek politicus die nog oprecht gelooft in de oude linkse idealen. Men verwachtte dat Labour met hem een forse ruk naar links zou maken. Een beweging van ongeveer 40.000 merendeels jonge partijleden onder de naam Momentum, aangevoerd door Jon Lansman, steunde hem sinds zijn aantreden bij het volgen van een linkse koers, die door anderen als ouderwets socialistisch en "hard-links" werd betiteld.
In de campagne voor het landelijke referendum over het EU-lidmaatschap van het Verenigd Koninkrijk was het officiële partijstandpunt van Labour vóór blijven in de EU, maar net als in de Conservatieve partij was het aan individuele politici toegestaan een "weggaan uit de EU"-standpunt te propageren. Nadat het referendum in juni 2016 een meerderheid voor brexit had opgeleverd, brak onrust uit in de Labour Party. Veel politici waren van mening dat Corbyn het partijstandpunt "blijven" niet krachtig genoeg had uitgedragen en in de hoog opgelopen discussies over brexit te weinig zichtbaar was geweest. De helft van het Labour-schaduwkabinet trad af en bij een stemming zegde 80% van de leden van de Lagerhuisfractie het vertrouwen in Corbyn op. Met een verwijzing naar zijn grote aanhang onder de gewone partijleden weigerde hij af te treden. Omdat de "Blairites" en de "Corbynista's" lijnrecht tegenover elkaar stonden, wezen sommige waarnemers op het gevaar van een scheuring in de partij en op de verzwakte positie van Labour, op een moment waarop het beleid van het kabinet-May een kritische oppositie nodig had. Een leiderschapsverkiezing - met Corbyn en het Lagerhuislid Owen Smith als kandidaten - werd in september 2016 door Corbyn gewonnen. Tegelijk werd Labour de grootste politieke partij in Europa, doordat het ledental gestegen was tot 500.000. Kort daarvoor - juli 2016 - was na jarenlang onderzoek het Chilcot-rapport verschenen, waarin het beleid van de Labour-regering onder Tony Blair in de Irakoorlog uiterst kritisch werd beoordeeld.
Tijdens de Britse Lagerhuisverkiezingen 2017 wist Corbyn zijn positie in het land en als partijleider te versterken door een winst van 30 zetels te behalen. De onrust in de partij was hiermee echter niet ten einde. Tijdens Corbyns leiderschap doken ook signalen op van antisemitische denkbeelden onder een deel van de partijleden, die hun kritiek op de politiek van de staat Israël volgens sommigen niet zuiver wisten te houden. Op 4 september 2018 onderschreef de Labour Party de definitie van de International Holocaust Remembrance Alliance over antisemitisme, met de toevoeging "dat het mogelijk moet blijven de Israëlische staat op ‘een niet-racistische manier’ te hekelen".
In februari 2019 stapten in een gezamenlijke actie zeven Lagerhuisleden uit de Labour Party om een onafhankelijke fractie te beginnen ('The Independent Group', later Change UK). Zij deelden mee zich niet meer te herkennen in de partij die zij lang hadden gediend. Hun voornaamste kritiekpunten waren het "hard-linkse" beleid van de partij, het leiderschap van Jeremy Corbyn, de onduidelijke manier waarop de brexit werd tegemoetgetreden en het antisemitisme dat zij nog steeds in de partij hadden aangetroffen. Na het vertrek van nog een achtste fractielid behield Labour nog 248 zetels in het Lagerhuis.
Bij de Britse Lagerhuisverkiezingen 2019 leed de partij een zwaar verlies. Met 202 zetels in het Lagerhuis tegenover 365 voor de Conservatieven was dit een dieptepunt Direct nadat de omvang van de nederlaag duidelijk was gaf Corbyn aan dat hij bij een volgende verkiezing de partij niet meer zou leiden en dat hij zou aftreden zodra zijn opvolging geregeld was. In de dagen na de verkiezing gaven meerdere parlementsleden te kennen dat zij zich kandidaat zouden stellen als opvolger van Corbyn. Yvette Cooper, die ook in 2015 kandidaat was geweest, liet haar ambities varen ten gunste van Rebecca Long-Bailey. Daarnaast gaven Angela Rayner, Lisa Nandy, Jess Phillips, Keir Starmer en Emily Thornberry aan dat zij mogelijk leider wilden worden.

### Starmer
Op 4 april 2020 werd Keir Starmer door de leden van de partij gekozen tot partijleider als opvolger van Jeremy Corbyn.
Tijdens het jaarlijkse partijcongres van 2021 in Brighton werd een opmerkelijke motie aangenomen. Deze definieerde Israël als een apartheidsstaat en vroeg om passende sancties. Verder vroeg de motie om acties tegen de bouw van nederzettingen, voor het terugdraaien van annexaties en het beëindigen van de bezetting van de Westbank en van de blokkade van de Gazastrook. Partijleider Starmer was tegen net als schaduwminister van Buitenlandse Zaken Lisa Nandy. Bij de verkiezingen van 2024 behaalde Labour een enorme overwinning en sindsdien is Starmer premier van het Verenigd Koninkrijk.